# Música de Italia
La música de Italia oscila en un amplio espectro que va desde la ópera a la música clásica instrumental, hasta  la música popular, extraída de fuentes autóctonas e importadas. La música ha sido tradicionalmente uno de los marcadores culturales de la identidad nacional y étnica italiana, cuenta con una posición importante en la sociedad y en la política. Las innovaciones italianas en la escala musical, armonías, notación y en el el teatro, permitieron el desarrollo de la ópera en el siglo XVI, influenciando gran parte de la música clásica europea, a través de la sinfonía y el concierto.
La música clásica instrumental y vocal es una parte icónica de la identidad italiana, que abarca desde la música de arte experimental y fusiones internacionales, hasta la música sinfónica y la ópera. La ópera es parte integral de la cultura musical italiana, y se ha convertido en un segmento importante de la música popular a nivel internacional. La canción napolitana(canzone napolitana) y las tradiciones de los cantautori, también son estilos nacionales populares que forman parte importante de la industria de la música italiana, junto con géneros importados como el jazz, el rock y el hip hop. La música popular italiana es una parte importante del patrimonio musical del país, y se extiende por una gran variedad de estilos regionales, instrumentos y bailes.

## Características
La música italiana se ha mantenido en alta estima en la historia y muchas de sus piezas están  internacionalmente consideradas como parte de las bellas artes. La música italiana es generalmente ecléctica, pero única entre la música de otras naciones. En cuanto expresión artística dirigida a las masas, ha sido siempre exenta de fenómenos de proteccionismo relacionados con el mantenerla libre de influencias exteriores, con la única excepción del breve periodo relativo al régimen fascista de las décadas de 1920 y de 1930. Las contribuciones históricas del país a la música también son una parte importante de orgullo nacional. La historia de Italia, especialmente la que va desde el Renacimiento en adelante, incluye el desarrollo de una tradición de la ópera que se ha gradualmente extendido por todo el mundo; ya desde mucho antes que surgiera el actual Estado italiano unificado, los italianos contribuyeron a importantes innovaciones de la música, incluyendo el desarrollo de la notación musical y el canto gregoriano, además de crear la ópera.

### Identidad social
Italia tiene un fuerte  identidad nacional expresada a través de una cultura distintiva y peculiar, caracterizada por una acentuada apreciación de la belleza y la emotividad, que está fuertemente evidenciado en su música. Las cuestiones culturales, políticas y sociales, en Italia, a menudo también se expresan a través de la música. El arte musical está incluido de manera integral a la identidad social de los italianos, pero ningún estilo musical está considerado por ellos como "estilo nacional" característico. La mayoría de las músicas populares son locales, y únicas de una pequeña región o ciudad. El legado clásico de Italia, sin embargo, es un punto importante de la identidad del país, en particular la ópera. Piezas operísticas tradicionales siguen siendo una parte popular de la música y un componente integral de la identidad nacional. La producción musical de Italia sigue caracterizándose por "gran diversidad e independencia creativa junto con una rica variedad de expresión".
Con la creciente industrialización que se aceleró durante el siglo XX y XXI, la sociedad italiana se movió gradualmente de una base agrícola a un centro urbano e industrial. Este cambio debilitó la cultura tradicional en muchas partes de la sociedad; un proceso similar ocurrió en otros países europeos, pero a diferencia de ellos, Italia no tenía ninguna iniciativa importante para preservar las músicas tradicionales. Además, la contemporánea inmigración procedente de África del Norte, Asia, y otros países europeos, condujo a una mayor diversificación de la música italiana. La música tradicional actualmente coexiste sólo en pequeñas bolsas, sobre todo como parte de las campañas dedicadas a conservar las identidades musicales locales.

### Política
La música y la política se han entrelazado durante siglos en Italia. Al igual que muchas obras de arte en el Renacimiento italiano fueron comisionadas por realeza y la Iglesia católica, muchas piezas musicales fueron compuesta sobre la base de tales comisiones; por ejemplo, la música incidental de la corte, música para las coronaciones, para el nacimiento de un heredero real, marchas reales y otras ocasiones. Compositores que se alejaban de dichas composiciones corrían ciertos riesgos. Entre los más conocidos de estos casos fue el compositor napolitano Domenico Cimarosa, que compuso el himno republicano a la efímera República Napolitana de 1799. Cuando cayó la república, fue juzgado por traición junto con otros revolucionarios. Cimarosa no fue ejecutado por la monarquía restaurada, pero fue exiliado.
La música también jugó un papel en la unificación de la península. Durante este período, algunos líderes trataron de usar la música para forjar una identidad cultural unificadora. Un ejemplo es el coro "Va Pensiero" de la ópera de Giuseppe Verdi, el Nabucco. La ópera se trata de la antigua Babilonia, pero el coro contiene la frase "¡Oh Patria mía", con el pretexto de la lucha de los israelitas, también una sutil referencia al destino de una Italia aún no unida; todo el coro se convirtió en el himno no oficial del Risorgimento, el camino hacia la unificación Italia en el siglo XIX. Incluso el nombre de Verdi era un sinónimo de la unidad italiana porque "Verdi" podría leerse como un acrónimo de Vittorio Emanuele Re d'Italia, Víctor Manuel rey de Italia, el monarca de Saboya, que finalmente se convirtió en Víctor Emanuel II, el primer rey de la Italia unificada; por lo tanto, "Viva Verdi" fue un grito de guerra para los patriotas y a menudo apareció en grafiti en Milán y otras ciudades en lo que entonces era parte del territorio austro-húngaro. Verdi tuvo problemas con la censura antes de la unificación de Italia. Su ópera, Un ballo in maschera, originalmente estaba titulada como Gustavo III y se presentó en la ópera de San Carlo de Nápoles, la capital del Reino de las Dos Sicilias, a finales de la década de 1850. Los censores napolitanos se opusieron a la trama realista sobre el asesinato de Gustavo III, rey de Suecia, en la década de 1790. Incluso después de que la trama fue cambiada, los censores napolitanos todavía la rechazaron.
Más tarde, en la era fascista de los años 1920 y 1930, la censura del gobierno y la interferencia con música aún ocurría, aunque no de manera sistemática. Ejemplos destacados incluyen el famoso manifiesto antimodernista de 1932 y la prohibición de Benito Mussolini de la ópera de G.F. Malipiero La Favola del figlio cambiato después de una actuación en 1934. Los medios de comunicación musicales a menudo criticaban la música que se percibía como políticamente radical o insuficientemente italiana. Los medios impresos, como la Enciclopedia Moderna Italiana, tendían a tratar compositores tradicionalmente favorecidos como Giacomo Puccini y Pietro Mascagni con la misma brevedad que a compositores y músicos que no fueron tan favorecidos, modernistas como Alfredo Casella y Ferruccio Busoni, es decir, las entradas de la enciclopedia de la época eran meras listas de los hitos de la carrera de los artistas tales como composiciones y cargos docentes. Incluso el conductor Arturo Toscanini, un opositor declarado del fascismo, recibió el mismo tratamiento neutral y distante con ninguna mención en absoluto de su postura "anti-régimen". Tal vez el episodio más conocido de la música en colisión con la política implica a Toscanini. Él había sido forzado a salir del cargo de director musical de Teatro de La Scala de Milán en 1929 porque se negó a iniciar cada actuación con la canción fascista, Giovinezza. Por este insulto al régimen, fue atacado y golpeado en la calle fuera de la ópera de Bolonia después de una actuación en 1931. Durante la era fascista, la presión política obstaculizó el desarrollo de la música clásica, a pesar de que la censura no fue tan sistemática como en la Alemania nazi. Se aprobó una serie de "leyes raciales" en 1938, negando así a los compositores y músicos judíos membresía en asociaciones profesionales y artísticas. A pesar de que no había una fuga masiva de judíos italianos de Italia durante este período (en comparación con la situación en Alemania) el compositor Mario Castelnuovo-Tedesco, un judío italiano, fue uno de los que emigraron. Algunos enemigos no judíos del régimen también emigraron-Toscanini, por ejemplo. Otros se quedaron luchando en la resistencia, como el violista y director de orquesta Carlo Maria Giulini.
Más recientemente, en la última parte del siglo XX, sobre todo en la década de 1970 y posterior, la música se vio aún más enredada en la política italiana. Un renacimiento de las raíces estimuló el interés en las tradiciones populares, encabezado por escritores, coleccionistas y artistas tradicionales. El derecho político en Italia, vista este renacimiento de las raíces con desdén, como producto de las "clases no privilegiadas". La escena revivalista de este modo se asoció con la oposición, y se convirtió en un vehículo para la "protesta contra el capitalismo de libre mercado". Del mismo modo, la escena de la música clásica de vanguardia, desde 1970, ha asociada con y promovida por el Partido Comunista Italiano, un cambio que se remonta a las revueltas y protestas estudiantiles de 1968.

## Música clásica
Italia ha sido durante mucho tiempo un centro para la música clásica europea, y a principios del siglo XX. La música clásica italiana había forjado un sonido nacional distintivo que era decididamente romántico y melódico. Como lo mostraron las óperas de Giuseppe Verdi, era música en la que "(...) Las líneas vocales siempre dominan el complejo tonal y nunca se ven opacados por los acompañamientos instrumentales ..."  La música clásica italiana había resistido a la "gigante armónica alemana ", es decir, las densas armonías de Richard Wagner, Gustav Mahler y Richard Strauss. La música italiana también tenía poco en común con la reacción francesa a la música alemana, el impresionismo de Claude Debussy; por ejemplo, en que el desarrollo melódico es abandonado en gran medida por la creación del estado de ánimo y la atmósfera a través de los sonidos de acordes individuales.
La música clásica europea cambió considerablemente en el siglo XX. La nueva música abandonó gran parte de las históricas escuelas, desarrollados a nivel nacional de la armonía y la melodía en favor de la música experimental, la atonalidad, el minimalismo y la música electrónica, todas las cuales emplean características que se han vuelto comunes a la música europea en general y no de Italia en particular. Estos cambios también han hecho la música clásica menos accesible a muchas personas. Compositores importantes del período incluyen Ottorino Respighi, Ferruccio Busoni, Alfredo Casella, Gian Francesco Malipiero, Franco Alfano, Bruno Maderna, Luciano Berio, Luigi Nono, Sylvano Bussotti, Salvatore Sciarrino, Luigi Dallapiccola, Carlo Jachino, Gian Carlo Menotti, Jacopo Napoli, and Goffredo Petrassi.

### Ópera
La ópera se originó en Italia a finales del siglo XVI, durante la época de la Camerata Florentina. A través de los siglos que siguieron, las tradiciones de la ópera se desarrollaron en Nápoles y Venecia; las óperas de Jacopo Peri, Claudio Monteverdi, Alessandro Scarlatti, Giovanni Battista Pergolesi y, más tarde, de Gioacchino Rossini, Vincenzo Bellini y Gaetano Donizetti florecieron. La ópera ha mantenido la forma musical más estrechamente vinculada con la música italiana y la identidad italiana. Esto fue más evidente en el siglo XIX a través de las obras de Giuseppe Verdi, un icono de la cultura italiana y la unidad pan-italiana. Italia mantuvo una tradición musical de ópera romántica en el siglo XX, ejemplificada por compositores de la llamada Giovane Scuola, cuya música fue anclada en el siglo anterior, incluyendo Arrigo Boito, Ruggiero Leoncavallo, Pietro Mascagni, y Francesco Cilea. Giacomo Puccini, que era un compositor realista, ha sido descrito por Encyclopaedia Britannica Online como el hombre que "prácticamente trajo la historia de la ópera italiana a su fin".
Después de la Primera Guerra Mundial; sin embargo, la ópera se redujo en comparación con la popularidad de los siglos 19 y principios del 20. Las causas incluyen el cambio cultural general alejado del romanticismo y el surgimiento del cine, que se convirtió en una importante fuente de entretenimiento. Una tercera causa es el hecho de que el "internacionalismo" había traído la ópera italiana contemporánea a un estado en el que ya no era "italiana". Esta fue la opinión de al menos un destacado musicólogo italiano y crítico, Fausto Terrefranca, quien, en un folleto de 1912 titulado Giaccomo Puccini y la ópera internacional, acusó a Puccini de "mercantilismo" y de haber abandonado las tradiciones italianas. La ópera romántica tradicional sigue siendo popular; de hecho, el publicista de la ópera dominante en el siglo XX fue la Casa Ricordi, que se centró casi exclusivamente en óperas populares hasta la década de 1930, cuando la empresa permitió más compositores inusuales con menos atractivo general. El auge de relativamente nuevas editoriales como Carisch y Suvini Zerboni también ayudó a impulsar la diversificación de la ópera italiana. La ópera sigue siendo una parte importante de la cultura italiana; un renovado interés por la ópera a través de los sectores de la sociedad italiana se inició en la década de 1980. Respetados compositores de esta época incluyen a Aldo Clementi, y los compañeros más jóvenes como Marco Tutino y Lorenzo Ferrero.

### Música sagrada
Italia, siendo una de las naciones seminales del catolicismo, tiene una larga historia de la música para la Iglesia católica. Hasta aproximadamente 1800, era posible escuchar el canto gregoriano y la polifonía renacentista, como la música de Palestrina (ópera), Lasso (músico), Anerio, y otros. Desde aproximadamente 1800 hasta aproximadamente 1900 fue un siglo durante el cual un tipo más popular, operezco, y entretenido de música de la iglesia se escuchó, con exclusión del canto y la polifonía mencionada. A finales del siglo XIX, el Cecilianismo fue iniciado por músicos que lucharon para restaurar esta música. Este movimiento ganó impulso no en Italia, sino en Alemania, sobre todo en Ratisbona. El movimiento alcanzó su cúspide en 1900 con el ascenso de Don Lorenzo Perosi y su seguidor (y futuro santo), el Papa Pío X. La llegada del Concilio Vaticano II; sin embargo, casi borró toda la música en lengua latina de la Iglesia, una vez de nuevo sustituyéndola con un estilo más popular.

### Música instrumental
El predominio de la ópera en la música italiana tiende a eclipsar el importante ámbito de la música instrumental. Históricamente, este tipo de música incluye la amplia gama de la música sacra instrumental, conciertos instrumentales y música de orquesta en las obras de Andrea Gabrieli, Giovanni Gabrieli, Girolamo Frescobaldi, Tomaso Albinoni, Arcangelo Corelli, Antonio Vivaldi, Domenico Scarlatti, Luigi Boccherini, Muzio Clementi, Luigi Cherubini, Giovanni Battista Viotti y Niccolò Paganini. (Incluso los compositores de ópera de vez en cuando trabajaron en otras formas-- el Cuarteto de cuerda en Mi menor de Giuseppe Verdi, por ejemplo. Incluso Donizetti, cuyo nombre se identifica con los inicios de la ópera lírica italiana, escribió 18 cuartetos de cuerdas.) En el siglo XX, la música instrumental comenzó creciendo en importancia, un proceso que comenzó alrededor de 1904 con la Segunda Sinfonía de Giuseppe Martucci, una obra que Malipiero llamó "el punto de partida del renacimiento de música no operística italiana." Varios compositores tempranos de esta época, como Leone Sinigaglia, utilizaban tradiciones folklóricas nativas.
El siglo XX también está marcado por la presencia de un grupo de compositores llamado generazione dell'ottanta (generación de 1880), incluyendo a Franco Alfano, Alfredo Casella, Gian Francesco Malipiero, Ildebrando Pizzetti, y Ottorino Respighi. Estos compositores generalmente se concentraban en la escritura de obras instrumentales, en lugar de la ópera. Los miembros de esta generación fueron las figuras dominantes en la música italiana después de la muerte de Puccini en 1924. Las nuevas organizaciones surgieron para promover la música italiana, como el Festival de Venecia de la Música Contemporánea y el Maggio Musicale Fiorentino. La fundación de Guido Gatti del periódico Il Piano y luego La rassegna musicale también ayudaron a promover una visión más amplia de la música que el clima político y social permitían; sin embargo,  la mayoría de los italianos prefieren piezas más tradicionales y normas establecidas, y sólo una pequeña audiencia buscaron nuevos estilos de la música clásica experimental.
Además, algunos de los intérpretes más importantes del siglo XX son italianos, cómo Arturo Benedetti Michelangeli, Cuarteto Italiano, I Musici, Salvatore Accardo, Maurizio Pollini, Uto Ughi, Aldo Ciccolini, Severino Gazzelloni, Arturo Toscanini, Ferruccio Busoni, Claudio Abbado, Carlo Maria Giulini, Bruno Canino, Oscar Ghiglia y Riccardo Muti.

### Ballet
Contribuciones italianas al ballet son menos conocidas y apreciadas que en otras áreas de la música clásica. Italia, sobre todo Milán, fue el centro europeo de la coreografía de la corte desde el siglo XV en la forma de bailes de máscaras rituales. Los primeros coreógrafos y compositores de ballet incluyen Fabritio Caroso y Cesare Negri. El estilo de ballet conocido como los "espectáculos a la italiana" importados a Francia desde Italia tuvieron éxito, y el primer ballet realizado en Francia (1581), Ballet comique de la Royn, fue compuesta por un italiano, Baltazarini di Belgioioso, más conocido por la versión francesa de su nombre, Balthazar de Beaujoyeulx. El ballet temprano fue acompañado por una considerable instrumentación, con el toque de cornetas, trombones, timbales, dulcimers, gaitas, etc. Aunque la música no ha sobrevivido, se especula que los bailarines, por sí mismos, pueden haber tocado los instrumentos en el escenario. A continuación, a raíz de la Revolución Francesa, Italia se convirtió de nuevo en un centro de ballet, en gran medida gracias a los esfuerzos de Salvatore Viganò, un coreógrafo que trabajó con algunos de los compositores más destacados del día. Lo nombraron el balletmaster de Teatro de La Scala en 1812. El ejemplo más conocido de ballet italiano del siglo XIX es probablemente Excelsior, con música de Romualdo Marenco y coreografía de Luigi Manzotti. Fue compuesta en 1881 y es un homenaje fastuoso al progreso científico e industrial del siglo XIX. Todavía fue puesta en escena en fechas tan recientes como el 2002.
Actualmente, los principales teatros de ópera italianos mantienen compañías de ballet. Ellos existen para proporcionar el baile incidental y ceremonial en muchas óperas, como Aída o La Traviata. Estas compañías de danza suelen mantener una temporada de ballet independiente y realizan el repertorio estándar de ballet clásico, del cual muy poco es italiano. El equivalente italiano del ballet Bolshoi de Rusia y empresas similares que existen sólo para realizar ballet, independiente de un teatro de ópera, es el ballet de La Scala, que está bajo la dirección de Federico Olivieri. Desde 1979 ha existido en Italia una compañía de danza moderna, el Aterballetto, con sede en Reggio Emilia. La compañía se presenta en todo el mundo bajo la dirección del coreógrafo Mauro Bigonzetti.

### Música experimental
La música experimental es un amplio campo, vagamente definido que abarca músicas creadas por el abandono de los conceptos clásicos tradicionales de la melodía y la armonía, y mediante el uso de la nueva tecnología de la electrónica para crear sonidos hasta ahora imposibles. En Italia, uno de los primeros en dedicar su atención a la música experimental fue Ferruccio Busoni, cuya publicación de 1907, Boceto para una Nueva Estética de la Música, discutía el uso de nuevos sonidos eléctricos y otros en la música del futuro. Habló de su insatisfacción con las limitaciones de la música tradicional:
"Hemos dividido la octava en doce grados equidistantes ... y hemos construido nuestros instrumentos de tal manera que nunca podemos entrar por encima o por debajo o entre ellos ... nuestros oídos ya no son capaces de cualquier cosa de escuchar ... todavía Naturaleza creado una gradación infinita -infinito! Quién sabe todavía hoy en día? "
Del mismo modo, Luigi Russolo, el pintor futurista italiano y compositor, escribió acerca de las posibilidades de la nueva música en sus manifiesto de 1913: El arte de los ruidos y música futurista. También inventó y construyó instrumentos tales como el intonarumori, sobre todo la percusión, que se utilizaron en un precursor del estilo conocido como música concreta. Uno de los eventos más influyentes en la música antigua del siglo XX fue el regreso de Alfredo Casella de Francia en 1915; Casella fundó la Sociedad Italiana de Música Moderna, que promovió varios compositores de estilos dispares, que van desde lo experimental hasta lo tradicional. Después de una disputa sobre el valor de la música experimental en 1923, Casella formó la Corporazione delle Nuove Musiche para promover la música experimental moderna.
En la década de 1950, Luciano Berio experimentó con instrumentos acompañados por sonidos electrónicos en cinta. En la Italia moderna, una importante organización que fomenta la investigación en vanguardia y la música electrónica es CEMAT, la Federación de Centros de Música Electroacústica italianos. Fue fundada en 1996 en Roma y es miembro del CIME, la Confédération Internationale de Musique Electroacoustique. CEMAT promueve las actividades del proyecto "Sonora", lanzada conjuntamente por el Departamento de Artes Escénicas, Ministerio de Asuntos Culturales y la Dirección de Relaciones Culturales del Ministerio de Relaciones Exteriores con el objeto de promover y difundir la música contemporánea italiana en el extranjero.

### Música clásica en la sociedad
La música clásica italiana creció gradualmente más experimental y progresiva en la mitad del siglo XX, mientras que los gustos populares han tendido a seguir con compositores y composiciones bien establecidos del pasado. El programa de 2004 a 2005 en el Teatro Nacional de San Carlos de Nápoles es típico de la Italia moderna: de las ocho óperas representadas, la más reciente fue Puccini. En la música sinfónica, de los 26 compositores cuya música se interpretó, 21 de ellos eran del siglo XIX o antes, compositores que utilizan las melodías y armonías propias de la época romántica. Este enfoque es común en otras tradiciones europeas, y es conocido como el posmodernismo, una escuela de pensamiento que se basa en conceptos armónicos y melódicos anteriores que son anteriores a las concepciones de la atonalidad y la disonancia. [2] Este enfoque en compositores históricos populares ha ayudado a mantener una presencia continuada de la música clásica en un amplio espectro de la sociedad italiana. Cuando la música es parte de una exhibición pública o reunión, que se elige a menudo de un repertorio muy ecléctico que es lo más probable que incluya la música clásica conocida como la música popular.
Unos trabajos recientes se han convertido en una parte del repertorio moderno, incluyendo partituras y obras teatrales de compositores como Luciano Berio, Luigi Nono, Franco Donatoni y Sylvano Bussotti. Estos compositores no son parte de una escuela o tradición distinta, aunque sí comparten ciertas técnicas e influencias. Por la década de 1970, la música clásica de vanguardia se había vinculado al Partido Comunista Italiano, mientras que un renacimiento del interés popular continuó en la próxima década, con fundaciones, festivales y organización creada para promover la música moderna. Cerca del final del siglo XX, el patrocinio del gobierno de las instituciones musicales comenzó a declinar, y varios coros de la RAI y orquestas de la ciudad estaban cerrados. A pesar de ello, una serie de compositores ganó reputación internacional a principios del siglo 21.

## Música folclórica
La música folclórica italiana tiene una historia profunda y compleja. Debido también a la tardía unificación estatal  del país, la música tradicional italiana, en sus muchos aspectos regionales y territoriales, no presenta un carácter homogéneo. Más bien, cada región y comunidad posee una tradición musical única que refleja la historia, la lengua y las peculiaridades socioculturales  específicas de ese lugar en particular. Estas tradiciones reflejan la posición geográfica de Italia en el sur de Europa y en el centro del Mar Mediterráneo. Las influencias musicales históricas relacionadas con la antigüedad, como las celtas, griegas antiguas y romanas, dejan espacio a las dictadas por la áspera  geografía italiana, que refleja las condiciones de un territorio peninsular e insular enclavado entre los Alpes, los Balcanes y el Norte de África, el cual presenta una combinación de diferentes estilos musicales tradicionales que coexisten en las proximidades.
Los estilos del canto folclórico italiano son muy diversos, e incluyen canciones monofónicas, polifónicas, y el canto responsorial, además de música coral, instrumental y vocal, entre otros estilos. El canto coral y las formas de canciones polifónicas se encuentran principalmente en la Italia septentrional, mientras que en el Mezzogiorno el canto de solista es más común y los grupos suelen utilizar el canto al unísono en dos o tres partes realizadas por un solo intérprete. La balada cantada del norte es silábica, con un tempo estricto, mientras que los estilos del sur utilizan un tempo rubato, y un estilo vocal tenso. Los músicos populares italianos suelen utilizar el dialecto de su propia tradición regional: el uso de las lenguas regionales en la canción popular, en contraposición al de la lengua italiana estándar, es común a toda Italia, y contribuye a la poca percepción de una única tradición popular italiana, y al hecho que la música popular del país nunca se convirtió en un símbolo nacional, quedando confinada al contexto regional.

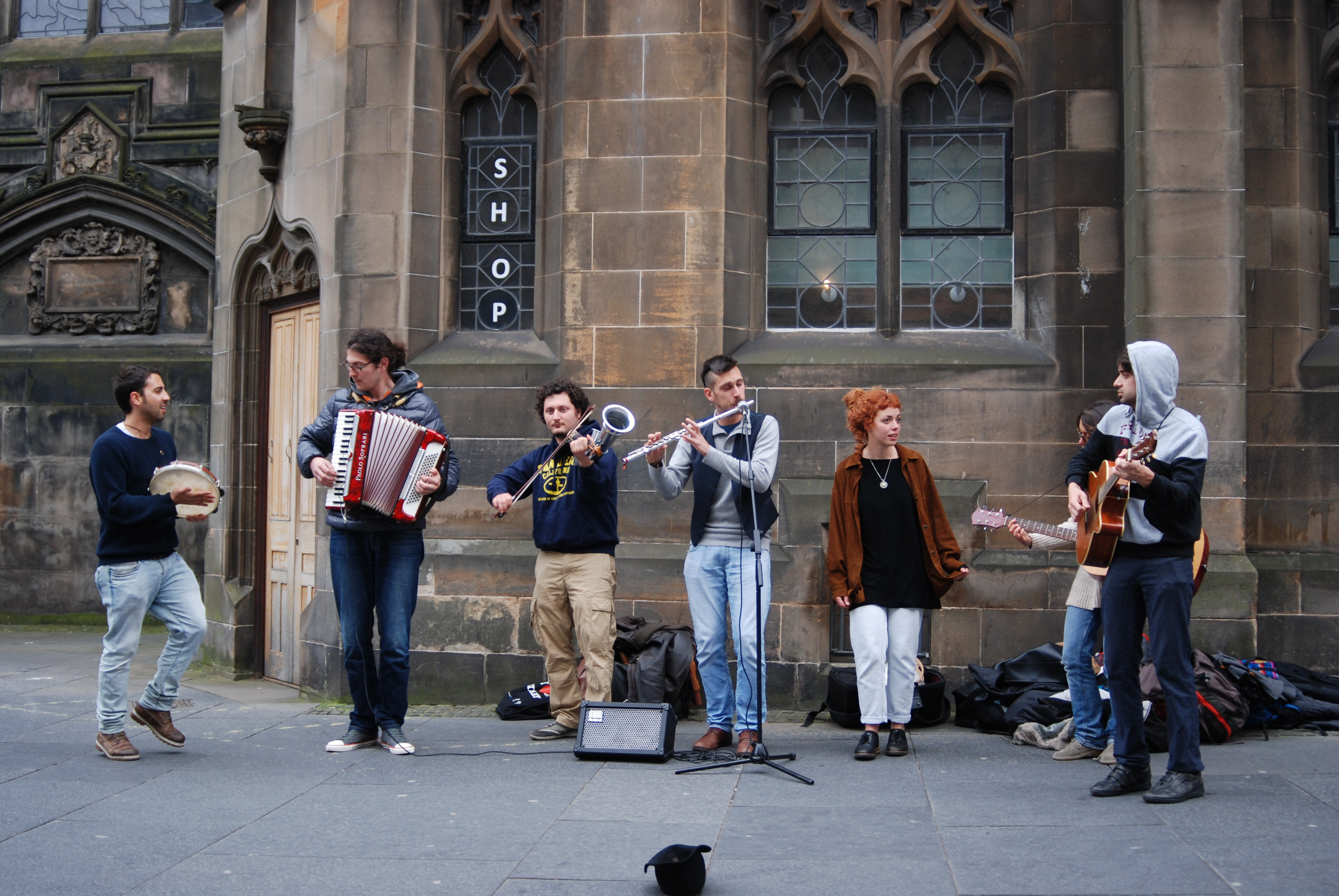
Italian folk musicians performing in Edinburgh

### Regiones
La música folclórica a veces se divide en varias esferas de influencia geográfica mediante un sistema de clasificación de tres regiones, del sur, central y norte, propuesto por Alan Lomax en 1956. Además, Curt Sachs propuso la existencia de dos tipos muy diferentes de la música popular en Europa: continental y mediterránea, y otros han situado la zona de transición de la primera a la segunda más o menos en el centro-norte de Italia, aproximadamente entre Pesaro y La Spezia. Las partes central, norte y sur de la península comparten ciertas características musicales, y cada uno es distinto de la música de Cerdeña.
En los valles del Piamonte y algunas comunidades del noroeste de Italia, la música conserva la fuerte influencia de la antigua Occitania. Las letras de los trovadores de la antigua Occitania son algunas de las muestras más antiguas conservadas de la canción vernácula, y las bandas modernas como Gai Saber y Lou Dalfin preservan y contemporizan la música occitana. La cultura occitana conserva características de la antigua influencia celta, a través del uso de seis o siete flautas agujero (fifre) o la gaita (PIVA). La música de Friuli-Venecia Julia, en el noreste de Italia, tiene mucho más en común con Austria y Eslovenia incluyendo variantes del vals y la polca. Gran parte del norte de Italia comparte con zonas de Europa más al norte el interés en cantar la balada (llamado canto épico lírico en italiano) y el canto coral. Incluso las baladas-generalmente pensadas como vehículo para un solo de voz- pueden ser cantadas en coros. En la provincia de Trento "coros populares" son la forma más común de hacer música.
Diferencias musicales notables en el tipo sureño incluyen el uso de cantar parte de intervalo y una mayor variedad de instrumentos populares. Las influencias celtas y eslavas en el canto coral en grupo y voz abierta del norte se contraponen a una monodia estridente con influencias árabes más fuertes, griegas y del norte de África del sur. En algunas partes de Apulia (Grecia Salentina, por ejemplo ) el dialecto Griko se utiliza comúnmente en la canción. Taranto, en Apulia, es la cuna de la tarantela, una danza rítmica popular del sur de Italia. La música de Apulia, en general, y la de Salento, en particular, han sido bien investigadas y documentadas por los etnomusicólogos y por Aramirè.
La música de la isla de Cerdeña es más conocida por el canto polifónico de los tenores. El sonido de los tenores recuerda las raíces del canto gregoriano, y es similar a pero distintiva del Trallalero de Liguria. Instrumentos típicos incluyen los launeddas, un triplepipe sarda utilizado de una manera sofisticada y compleja. Efisio Melis era un conocido intérprete de launeddas de la década de 1930.

### Canciones
Canciones populares italianas incluyen baladas, canciones líricas, canciones de cuna y canciones infantiles, canciones de temporada para los días festivos como Navidad, canciones del ciclo de vida que celebrar bodas, bautizos y otros eventos importantes, canciones de baile, las llamadas de ganado y canciones profesionales, vinculados a profesiones tales como pescadores, pastores y soldados. Baladas (canti epico-Lirici) y canciones líricas (canti lirico-monostrofici) son dos categorías importantes. Baladas son más comunes en el norte de Italia, mientras que canciones líricas prevalecen más al sur. Las baladas están estrechamente ligadas a la forma inglesa, con algunas baladas británicas existentes en correspondencia exacta con una canción italiana. Otras baladas italianas están más estrechamente basadas en modelos franceses. Las canciones líricas son una categoría diversa que consiste en canciones de cuna, serenatas y canciones de trabajo, y se improvisan con frecuencia, aunque basadas en un repertorio tradicional.
Otras tradiciones de la canción popular italiana son menos comunes que las baladas y canciones líricas. Estrófica, laude religiosa, a veces en latín, son todavía de vez en cuando interpretadas y canciones épicas también son conocidas, sobre todo las de la celebración de maggio. Cantantes profesionales realizan cantos fúnebres similares en estilo a las otras partes de Europa. El canto a la tirolesa existe en el norte de Italia, a pesar de que es más comúnmente asociado con las músicas populares de otras naciones alpinas. El Carnaval italiano está asociado con varios tipos de canciones, especialmente el Carnaval de Bagolino, Brescia. Coros y bandas de música son una parte de las vacaciones de mitad de Cuaresma.

### Instrumentos
La instrumentación es una parte integral de todas las facetas de la música popular italiana. Hay varios instrumentos que conservan las antiguas formas, incluso mientras que los modelos más nuevos se han generalizado en otras partes de Europa. Muchos instrumentos italianos están ligados a ciertos rituales o celebraciones, como la gaita Zampogna, oído normalmente sólo en Navidad. Instrumentos populares italianos se pueden dividir en las categorías de cuerdas, viento y percusiones. Algunos instrumentos comunes incluyen el organetto, un acordeón más estrechamente asociado con el saltarello; el botón diatónico organetto es más común en el centro de Italia, mientras que acordeones cromáticos prevalecen en el norte. Muchos municipios cuentan con bandas de música, unos conjuntos que se basan en el clarinete, acordeón, violín y pequeños tambores, adornados con campanas.
Instrumentos de viento de Italia incluyen una prominente variedad de flautas folclóricas. Estos incluyen conducto, flautas globulares y transversales, así como diversas variaciones de la zampoña. Flautas dobles son más comunes en Campania, Calabria y Sicilia Una jarra de cerámica llamado Quartara también se utiliza como un instrumento de viento, soplando a través de una abertura en el cuello de la botella estrecho; se encuentra en el este de Sicilia y Campania. Varias gaitas populares son bien conocidas, incluyendo la Zampogna de Italia central; nombres dialectales de la gaita varían según la región: beghet en Bérgamo, en Lombardía Piva, Musa en Alessandria, Génova, Pavia y Piacenza.

Numerosos instrumentos de percusión son una parte de la música popular italiana, incluidos los bloques de madera, campanas, castañuelas, tambores. Varias regiones tienen su propia forma distinta de sonajero, incluyendo el sonajero raganella y la conocchie calabresa. El sonajero napolitano es la triccaballacca, hecha de varios mazos en un marco de madera. El Tamburello, mientras que parece muy similar a la pandereta occidental contemporánea, en realidad se juega con una mucho más articulada y sofisticada técnica (influenciado por como se toca en el medio oriente), lo que supone una amplia gama de sonidos. El arpa de boca, scacciapensieri, es un instrumento distintivo, que sólo se encuentra en el norte de Italia y Sicilia. 

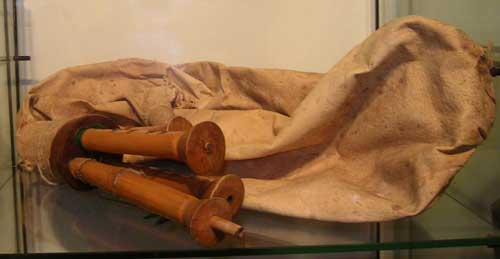
La zampoña, una gaita popular.

Los instrumentos de cuerda varían ampliamente dependiendo de la localidad, con ningún representante nacional prominente. Viggiano es la cuna de una tradición de arpa, que tiene una base histórica en Abruzos, Lacio y Calabria.
Calabria, por sí sola, tiene 30 instrumentos musicales tradicionales, algunos de los cuales tienen características muy arcaicas y están en gran parte extintos en otras partes de Italia. Es la cuna de la guitarra de cuatro o cinco cuerdas llamada battente chitarra, y una de tres cuerdas, frotada con cuerda llamada la lira, que también se encuentra en formas similares en la música de Creta y en el sureste de Europa. Un violín de una cuerda llamado torototela, es común en el noreste del país. El área de habla alemana de Tirol del Sur es conocida por la cítara y el ghironda (zanfona) se encuentra en Emilia, Piamonte y Lombardía. Sus raíces y tradiciones generalizadas confirman la producción de instrumentos efímeros hechos de la corteza, caña (Arundo donax), hojas, fibras y tallos.

### Danza
La danza es una parte integral de las tradiciones populares en Italia. Algunas de las danzas son antiguas y, en cierta medida, persisten en la actualidad. Hay bailes mágico-rituales de propiciación, así como bailes de cosecha, incluyendo los bailes "de la cosecha de mar" de las comunidades pesqueras en Calabria y los bailes de cosecha de vino de la Toscana. Bailes famosos incluyen la tarantela sur; quizás el más emblemático de danzas italianas, la tarantela está en compás de 6/8, y es parte de un ritual popular que pretende curar el veneno causado por picaduras de tarántulas. Bailes populares de la Toscana ritualmente actúan la caza de la liebre, o incluyen el uso cuchillas en las danzas de armas que simulan o recuerdan los movimientos de combate, o usan las armas como instrumentos estilizados de la propia danza; por ejemplo, en algunas aldeas en el norte de Italia, las espadas son sustituidos por medios aros de madera bordados con verde, similar a los llamados "bailes guirnalda" en el norte de Europa. También hay danzas de amor y cortejo, tales como la danza Duru-Duru en Cerdeña.
Muchos de estos bailes son actividades de grupo, la creación en filas o círculos de grupo; algunas danzas implican parejas, ya sea una sola pareja o más. El tammuriata (interpretada con el sonido de la pandereta) es un baile de pareja escenificado en el sur de Italia y acompañado por una canción lírica llamada strambotto. Otras danzas de pareja se conocen colectivamente como saltarello. Sin embargo, hay bailes también en solitario; los más típicos de estos son los "bailes de bandera" de varias regiones de Italia, en el que el bailarín pasa una bandera o gallardete de la ciudad alrededor del cuello, a través de las piernas, detrás de la espalda, a menudo lo arroja en el aire y lo captura de él. Estas danzas también se puede hacer en grupos de bailarines solistas que actúan al unísono, o mediante la coordinación de fallecimiento bandera entre los bailarines. El norte de Italia es también la cuna de la monferrina, una danza que fue incorporada en la música del arte occidental por el compositor Muzio Clementi.
El interés académico en el estudio de la danza desde la perspectiva de la sociología y la antropología, tradicionalmente se ha descuidado en Italia, pero actualmente está mostrando la vida renovada a nivel universitario y de postgrado.

## Música popular

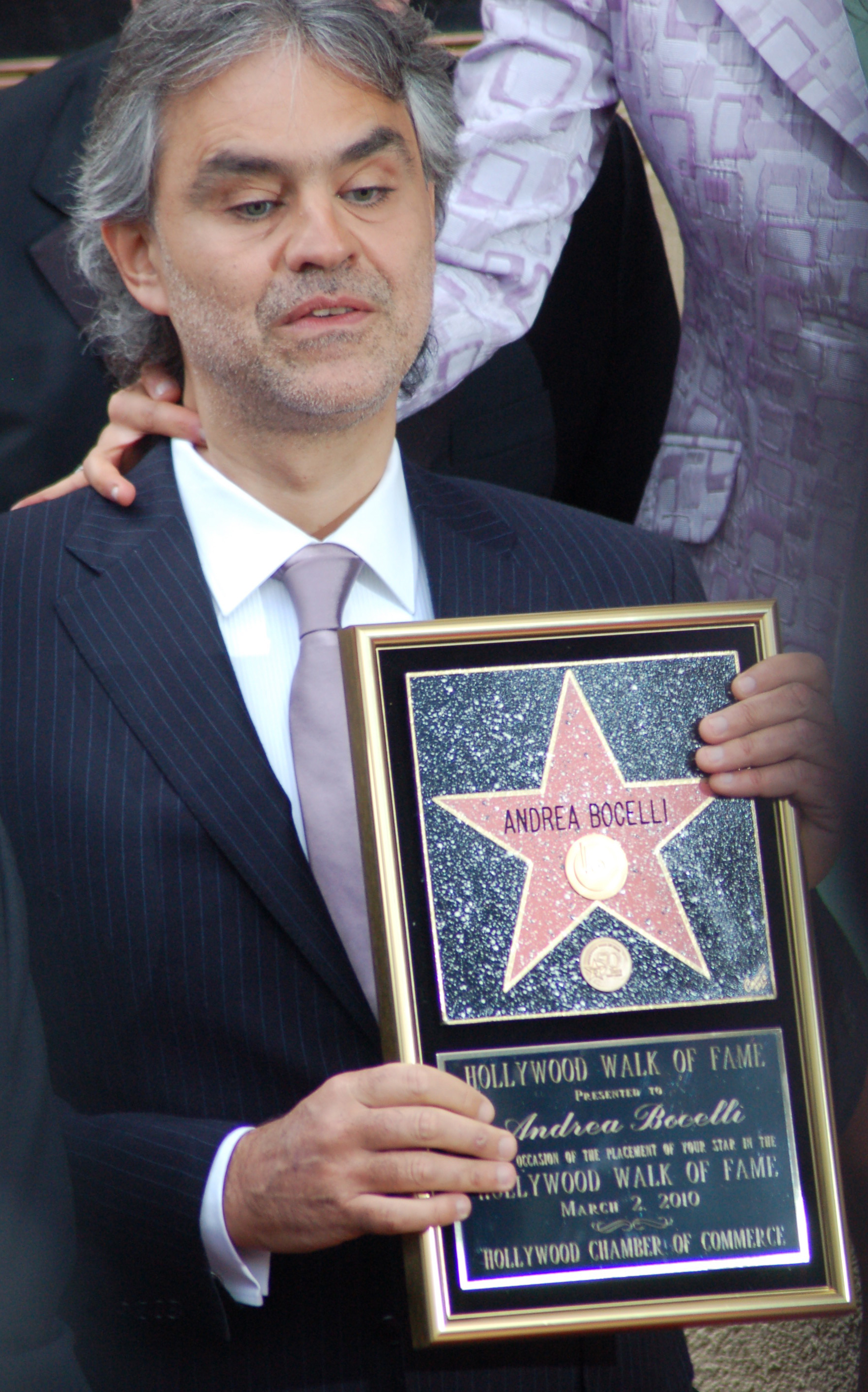
El tenor italiano Andrea Bocelli recibe una estrella en el Paseo de la Fama de Hollywood.

La de música popular más temprana fue la ópera del siglo XIX. La ópera ha tenido un efecto duradero en la música clásica y popular de Italia. Las melodías se propagan a través de bandas de música y conjuntos itinerantes. Canzone Napoletana, o la canción napolitana, es una tradición distinta que se convirtió en una parte de la música popular en el siglo XIX, y fue una imagen icónica de la música italiana en el extranjero a finales del siglo XX.
Estilos importados también se han convertido en una parte importante de la música popular italiana, empezando por el Café-chantant de Francia en la década de 1890 y luego de la llegada de jazz estadounidense en la década de 1910. Hasta que el fascismo italiano se convirtió oficialmente en "alérgico" a las influencias extranjeras a finales de 1930, la música de baile americano y músicos eran muy populares; el grande del jazz Louis Armstrong recorrió Italia en fecha tan tardía como 1935 con gran éxito. En la década de 1950, estilos americanos se hicieron más prominentes, especialmente el rock. La tradición cantautora fue un importante desarrollo de la década de 1960. Más tarde, mientras la escena del rock italiano pronto se diversificó en progresivo, el punk, funk y estilos basados en el arte popular.

### Primeras canciones populares
La ópera italiana se hizo inmensamente popular en el siglo XIX y fue conocida incluso en los sectores más rurales del país. La mayoría de los pueblos tenían producciones de ópera ocasionales, y las técnicas utilizadas en la ópera influenciaban la música folclórica rural. La ópera se propagó a través de conjuntos itinerantes y bandas de música, centradas en pueblos locales. Estas bandas cívicas (communale banda) utilizaban instrumentos para realizar arias de ópera, con trombones o fliscornos para partes vocales masculinas y cornetas para partes femeninas.
La música regional en el siglo XIX también se hizo popular en toda Italia. Notable entre estas tradiciones locales fue la canción napolitana. Aunque hay canciones anónimas documentadas en Nápoles de hace muchos siglos, el término, canzone Napoletena ahora generalmente se refiere a un gran cuerpo de relativamente reciente, música popular con canciones como "'O sole mio", "Torna a Surriento ", y " Funiculi Funicula ". En el siglo XVIII, muchos compositores, entre ellos Alessandro Scarlatti, Leonardo Vinci, y Giovanni Paisiello, contribuyeron a la tradición napolitana utilizando el idioma local para los textos de algunas de sus óperas cómicas. Más tarde otros, el más famoso de ellos Gaetano Donizetti, compusieron canciones napolitanas que tuvieron gran renombre en Italia y en el extranjero. La tradición de la canción napolitana se formalizó en la década de 1830 a través de un concurso anual de composición para el festival anual de Piedigrotta, dedicadas a la Madonna de Piedigrotta, una iglesia muy conocida en la zona de Mergellina de Nápoles. La música se identifica con Nápoles, pero es famosa en el extranjero, después de haber sido exportada en las grandes olas de emigración de Nápoles y el sur de Italia. Aproximadamente, entre 1880 y 1920. El lenguaje es un elemento muy importante de la canción napolitana, que siempre está escrita e interpretada en Napolitano , el idioma de la minoría regional de Campania. Canciones napolitanas típicas suelen utilizar armonías simples, y se estructuran en dos secciones, un estribillo y versos narrativos, a menudo en el contraste de tonalidades mayores y menores relativos o paralelas. En términos no musicales, esto significa que muchas canciones napolitanas pueden sonar alegre en un minuto y melancólicas al siguiente.
La música de Francesco Tosti fue popular a finales del siglo XX, y es recordado por sus canciones expresivas. Su estilo se hizo muy popular durante la Belle Époque y, a menudo se conoce como música de salón. Sus obras más famosas son Serenata, Addio y la canción napolitana popular, Marechiaro, las letras de las cuales son por el destacado poeta napolitano, Salvatore di Giacomo.
La música popular grabada comenzó a finales del siglo XIX, con estilos internacionales que influyeron en la música italiana de finales de los años 1910; sin embargo, el auge de autarchia, la política fascista del aislacionismo cultural en 1922 condujo a una retirada de la música popular internacional. Durante este período, los músicos italianos populares viajaron al exterior y aprendieron elementos de jazz, música latinoamericana y otros estilos. Estas músicas influyeron en la tradición italiana, que se extendió por todo el mundo y más diversificada tras la liberalización después de la Segunda Guerra Mundial.
Bajo las políticas aislacionistas del régimen fascista, que subió al poder en 1922, Italia desarrolló una cultura musical insular. La música extranjera fue suprimida mientras que el gobierno de Mussolini alentó el nacionalismo y la pureza lingüística y étnica. Artistas populares, sin embargo, viajaron al extranjero, y trajeron nuevos estilos y técnicas. El jazz americano era una influencia importante en cantantes como Alberto Rabagliati, que se hizo conocido por un estilo de balanceo. Elementos de la armonía y la melodía del jazz y el blues se utilizan en muchas canciones populares, mientras que los ritmos a menudo provenían de bailes latinos como el tango y la rumba Compositores italianos incorporaron elementos de estos estilos, mientras que la música italiana, especialmente la canción napolitana, se convirtió en una parte de la música popular en toda América Latina.

### Pop moderno
Entre los más conocidos músicos del pop italiano de las últimas décadas son Domenico Modugno, Mina, Patty Pravo, Mia Martini, Adriano Celentano y, más recientemente, Zucchero, Mango, Vasco Rossi, Irene Grandi, Gianna Nannini y superestrella internacional Laura Pausini y Andrea Bocelli. Los músicos que componen y cantan sus propias canciones se llaman cantautores, destacable en el género es el grupo de autores de la Escuela genovesa. Sus composiciones suelen centrarse en temas de relevancia social y son a menudo canciones de protestas: esta ola comenzó en la década de 1960 con músicos como Fabrizio De André, Paolo Conte, Giorgio Gaber, Umberto Bindi, Gino Paoli y Luigi Tenco. Temas sociales, políticos, psicológicos e intelectuales, sobre todo a raíz de la obra de Gaber y De André, se hicieron aún más predominantes en la década de 1970 a través de autores como Lucio Dalla, Pino Daniele, Francesco De Gregori, Ivano Fossati, Francesco Guccini, Edoardo Bennato, Rino Gaetano y Roberto Vecchioni. Lucio Battisti. Lucio Battisti, desde finales de 1960 hasta mediados de 1990, fusionó la música italiana con el rock británico y pop y, últimamente en su carrera, con géneros como el synthpop, rap, techno y eurodance, mientras que Angelo Branduardi y Franco Battiato siguieron carreras más orientadas a la tradición de la música pop italiana.
Entre la música temprana para las películas italianas de la década de 1930 fue obra de Riccardo Zandonai para las películas La Principessa Tarakanova (1937) y Caravaggio (1941). Ejemplos de la posguerra incluyen Goffredo Petrassi con Non c'e pace tra gli ulivi (1950) y Roman Vlad con Giulietta e Romeo (1954). Otro compositor de cine conocido fue Nino Rota cuya carrera de la posguerra incluyen composiciones de las películas de Federico Fellini y, más tarde, la serie de El padrino (película). Otros compositores de banda sonora prominentes son Ennio Morricone, Riz Ortolani y Piero Umiliani.

### Danza moderna
Italia ha sido un país importante en lo que respecta a la música electrónica, sobre todo desde la creación de italo disco a finales de 1970 hasta principios de 1980. El género, procedente de la música disco, mezclaba "melodías melancólicas" con el pop y la música electrónica, haciendo uso de sintetizadores y cajas de ritmos, que a menudo le daban un sonido futurista. Según un artículo publicado en The Guardian, en ciudades como Verona y Milán, productores trabajaban con cantantes, utilizando sintetizadores hechos en masa y las cajas de ritmos, y los incorporaban en una mezcla de música experimental con una "sensibilidad clásica-pop" que se destinaban para discotecas. Las canciones producidas a menudo eran vendidas posteriormente por compañías discográficas como la Discomagic con sede en Milán. Italo disco influenció varios grupos electrónicos, tales como losPet Shop Boys, Erasure y New Order, así como géneros como el Eurodance, Eurobeat y estilo libre. Por alrededor del año 1988, sin embargo, el género se había fusionado en otras formas de la danza europea y música electrónica, uno de los cuales era el Italo house. El Italo house mezcló elementos del italo disco con la música tradicional de la casa; su sonido hacía fuerte uso de melodías de piano. En la última mitad de la década de 1990, surgió un subgénero del Eurodance conocido como Italo dance. Tomando influencias de Italo disco e Italo house, Italo dance generalmente incluye riffs de sintetizador, un sonido melódico y el uso de codificadores de voz. Con los años, ha habido varios importantes compositores y productores de música de Italo dance, como Giorgio Moroder, que ganó tres premios de la Academia por su música. Se le designó por Allmusic como "Uno de los principales arquitectos del sonido disco".

### Estilos importados
Durante la Belle Époque, la moda francesa de interpretar la música popular en el café-chantant se propagó por toda Europa. La tradición tenía mucho en común con el cabaret, y hay superposición entre café-chantant, café-concert, cabaret, music hall, vaudeville y otros estilos similares, pero por lo menos en su manifestación italiana, la tradición se mantuvo en gran parte apolítica, centrándose en la música ligera, a menudo subidas de tono, pero no indecente. El primer café-chantant en Italia fue el Salone Margherita, que se inauguró en 1890 en las instalaciones de la nueva Galleria Umberto en Nápoles. En otras partes de Italia, el Gran Salone Edén en Milán y el Music Hall de Olympia en Roma abrió poco después. café-chantant era conocido alternativamente como el italianizado caffè-concerto.Las canciones, por sí mismas, no eran francesas, pero fueron canciones alegres o ligeramente sentimentales compuestas en italiano. Ese estilo de música pasó de moda con la llegada de la Primera Guerra Mundial.
La influencia de las formas emergentes del pop de Estados Unidos ha sido muy fuerte desde el final de la Segunda Guerra Mundial. Números extravagantes de Broadway-show, grandes bandas, el rock and roll e hip hop siguen siendo populares. Música latina, sobre todo la bossa nova brasileña, es también muy popular, y el género puertorriqueño reggaeton se está convirtiendo rápidamente en una forma principal de la música para bailar. No es raro que los artistas pop italianos modernos como Laura Pausini, Eros Ramazzotti, Zucchero, Andrea Bocelli y Romina Arena lancen nuevas canciones en inglés o Español, además de, o en lugar de italiano. Por lo tanto, interpretaciones musicales, que son comunes en la televisión italiana, fácilmente pueden ir, en una sola noche, desde un número de una banda grande con bailarines hasta un imitador de Elvis a o una cantante de pop actual haciendo una interpretación de un aria de Puccini.
El jazz encontró su camino en Europa durante la Primera Guerra Mundial a través de la presencia de músicos americanos en bandas militares con música sincopada. Sin embargo, incluso antes de eso, Italia recibió un indicio de la nueva música del otro lado del Atlántico, en la forma de cantantes criollos y bailarines que actuaron en el Teatro Eden en Milán en 1904; que se consideraban a sí mismos como los "creadores del catewalk." Las primeras orquestas reales de jazz en Italia, se formaron durante la década de 1920 por los directores de orquesta como Arturo Agazzi y disfrutaron de un éxito inmediato. A pesar de las políticas culturales antiestadounidenses del régimen fascista durante la década de 1930, el jazz americano siguió siendo popular.
En los años de la posguerra, el jazz se inició en Italia. Todos los estilos de jazz posguerra estadounidenses, desde el bebop hasta el free jazz y la fusión tienen sus equivalentes en Italia. La universalidad de la cultura italiana aseguró que los clubes de jazz surgirían en toda la península, que todos los estudios de televisión y de radio tuvieran bandas de jazz, que los músicos italianos entonces comenzaran la promoción de un tipo de jazz casero, basado en formas de canciones europeas , técnicas de composición clásica y música popular. Actualmente, todos los conservatorios de música italianos tienen departamentos de jazz, y hay festivales de jazz cada año en Italia, el más conocido de los cuales es el Festival de Jazz de Umbria, y hay publicaciones prominentes como la revista Musica Jazz.
El pop rock italiano ha producido grandes estrellas como Zucchero, y ha dado lugar a muchos grandes éxitos. Los medios de comunicación de la industria, especialmente la televisión, son vehículos importantes para este tipo de música; el programa de televisión Sabato Sera es característico. Italia estuvo a la vanguardia del movimiento de rock progresivo de la década de 1970, un estilo que se desarrolló principalmente en Europa, pero también se ganó al público en otras partes del mundo. A veces se considera un género aparte, rock progresivo italiano. Bandas italianas como El viaje, Área, Premiata Forneria Marconi (PFM), Arti e Mestieri, Banco del Mutuo Soccorso, New Trolls, Goblin, Osanna, Saint Just and Le Orme incorporaron una mezcla de rock sinfónico y la música popular italiana y eran populares en toda Europa y los Estados Unidos también. Otras bandas progresivas como Perigeo, Balletto di Bronzo, Museo Rosenbach, Rovescio della Medaglia, Biglietto per l'Inferno o Alphataurus permanecieron poco conocidos, pero sus álbumes son considerados hoy clásicos por los coleccionistas. Algunas bandas de rock de vanguardia o artistas (Area, Picchio dal Pozzo, Opus Avantra, Stormy Six, Saint Just, Giovanni Lindo Ferretti) ganaron notoriedad por su sonido innovador. Conciertos de rock progresivo en Italia tendían a tener un fuerte trasfondo político y un ambiente lleno de energía.
La escena del hip hop italiana comenzó a principios de 1990 con Articolo 31 de Milán, cuyo estilo fue influenciado principalmente por el rap de la Costa Este. Otros intérpretes de hip hop estaban inicialmente orientados normalmente políticamente, como el 99 Posse, quien más tarde llegó a ser más influenciado por el trip hop británico. Más intérpretes recientes incluyen raperos mafiosos como La Fossa de Cerdeña. Otros estilos recientemente importados incluyen techno, trance, y la electrónica interpretados por artistas como Gabry Ponte, Eiffel 65, y Gigi D`Agostino. El hip hop es especialmente característico del sur de Italia, un hecho que algunos observadores han contribuido a la vista de la cultura del sur como más "africano" que "europeo", así como el concepto sureño de rispettu (respeto, honor), una forma de justa verbal; ambos hechos han ayudado a identificar la música del sur de Italia con el estilo hip hop afroamericano. Además, hay muchas bandas en Italia que interpretan un estilo llamado patchanka, que se caracteriza por una mezcla de música tradicional, el punk, el reggae, el rock y letras políticos. Modena City Ramblers son una de las bandas más populares conocidos por su mezcla de música irlandesa, italiana, el punk, el reggae y muchas otras formas musicales.
Italia también se ha convertido en la cuna de una serie de proyectos de fusión mediterránea, entre los que se cuenta Al Darawish, una banda multicultural basada en Sicilia y dirigida por el palestino, Nabil Ben Salameh. La Orquesta de hipertexto Tarantula Luigi Cinque es otro ejemplo, así como lo es el proyecto TaraGnawa por Peleg y Nour Eddine. Mango es uno de los artistas más conocidos que fusionan el pop con sonidos mundiales y mediterráneos: álbumes como Adesso, Sirtaki y Come l'acqua son ejemplos de su estilo. El popular cantante napolitano Massimo Ranieri también ha lanzado un CD, Oggi o dimane, de canciones napolitanas con ritmos e instrumentos del norte de África.

## Industria
Un reciente reporte económico dice que la música italiana generó € 2.3 mil millones en 2004. Dicha suma se refiere a la venta de CD, dispositivos electrónicos de música, instrumentos musicales, y ventas de boletos para eventos en vivo; esto representa un crecimiento del 4.35% a lo largo del 2004. Las ventas actuales de álbumes de música ha decrecido ligeramente, pero ha habido una compensación en las compras de descarga de música por medios electrónicos en sitios aprobados por la industria. En comparación la industria de grabación italiana se posiciona como la octava en el mundo; los italianos poseen 0.7 álbumes de música per cápita, en contraste con los Estados Unidos de América que poseen 2.7 al ser el primer lugar en el mundo. El reporte también menciona incrementos del 20% en pagos de regalías del 2003 al 2004, generado a partir de radio, televisión y música en vivo.
A nivel nacional, hay tres cadenas estatale y tres cadenas de televisión privadas. Todas ofrecen música en vivo al menos una parte del tiempo, dando así trabajo a los músicos, cantantes y bailarines. Muchas grandes ciudades en Italia tienen canales de televisión locales, así, que pueden proporcionar la música folclórica o de dialecto en vivo a menudo de interés solo para el área inmediata. Supertiendas de libros y discos han entrado en el mercado italiano en la última década. La mayor de estas cadenas es Feltrinelli, originalmente una casa editorial en la década de 1950. En 2001, llegó a ser de la altura de Multimedia Store y ahora vende grandes cantidades de música grabada. Hay, a partir de 2006, catorce de esas megatiendas en Italia, con más planeadas. FNAC es otra gran cadena, originalmente francesa. Cuenta con seis grandes puntos de venta en Italia. Estas tiendas también sirven como lugares para la interpretación musical, realizando varios conciertos a la semana.

## Lugares, festivales y fiestas

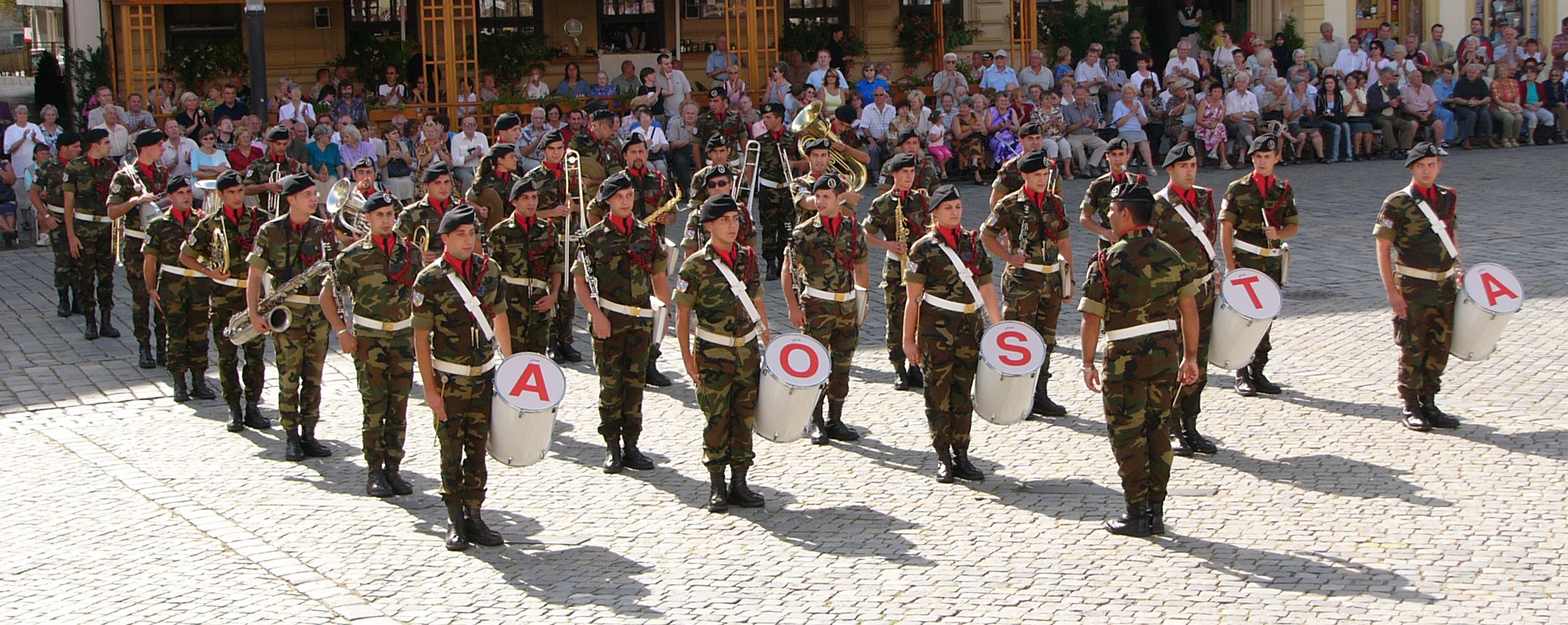
Una banda de guerra italiana

Espacios para la música en Italia incluyen conciertos en los numerosos conservatorios de música, salas sinfónicas y óperas. Italia también tiene muchos festivales de música de renombre internacional cada año, incluyendo el Festival de Spoleto, el Festival Puccini y el Festival de Wagner en Ravello. Algunos festivales ofrecen espacios a jóvenes compositores de la música clásica mediante la producción y puesta en escena las obras ganadoras de competencias. El ganador, por ejemplo, del "Orfeo" Concurso Internacional de Nueva Ópera y Música de Cámara-además de ganar un considerable cantidad de dinero- llega a ver su trabajo musical interpretado en el Festival de Spoleto. También hay docenas de clases magistrales de música con patrocinio privado cada año que ponen en escena conciertos para el público. Italia es también un destino común para orquestas de renombre en el extranjero; casi en cualquier momento dado durante la temporada de mayor actividad, al menos una orquesta importante de Europa o América del Norte está interpretando un concierto en Italia. Además, la música pública puede ser escuchada en decenas de conciertos de pop y rock de todo el año. La ópera al aire libre puede incluso ser oída, por ejemplo, en el antiguo anfiteatro romano, la Arena de Verona. Bandas militares, también son populares en Italia. A nivel nacional, una de las más conocidas de ellas es la banda de la Guardia di Finanza (Policía de Aduanas / frontera italiana); la cual se presenta muchas veces al año.
Muchos teatros también rutinariamente interpretan no solo traducciones italianas de los musicales americanos, sino también la verdadera comedia musical italiana. En italiano, el término musical describe una especie de drama musical no nativo de Italia, una forma que emplea el lenguaje americano de pop-jazz y la música basada en el rock y los ritmos para mover una historia a lo largo de una combinación de canciones y diálogos.
La música en rituales religiosos, especialmente católicos, se manifiesta de varias maneras. Bandas parroquiales, por ejemplo, son muy comunes en toda Italia. Pueden ser tan pequeños como de cuatro o cinco miembros a tantos como 20 o 30. Por lo general se realizan en las fiestas religiosas específicas a una ciudad en particular, generalmente en honor de la patrona de la ciudad. Las históricas obras maestras / corales orquestales realizadas en la iglesia por los profesionales son bien conocidos; estos incluyen obras como el Stabat Mater de Giovanni Battista Pergolesi y el Réquiem de Verdi. El Concilio Vaticano II desde 1962 hasta 1965 revolucionó la música en la Iglesia católica, lo que llevó a un aumento en el número de coros de aficionados que realizaban regularmente los servicios; el Consejo alentó también el canto congregacional de los himnos, y un vasto repertorio de nuevos himnos ha sido compuesto en los últimos 40 años.
No hay una gran cantidad de música nativa italiana de Navidad. El más popular villancico italiano es "Tu scendi dalle stelle", las palabras italianas modernas las cuales fueron escritos por el Papa Pío IX en 1870. La melodía es una versión en clave mayor, de un antiguo villancico napolitano en una clave menor "Quanno Nascette Ninno ". Aparte de eso, los italianos cantan en gran medida las traducciones de villancicos que provienen de la tradición alemana e inglesa ("Noche de Paz", por ejemplo). No hay música italiana nativa laica de Navidad, lo que explica la popularidad de las versiones en lengua italiana de "Jingle Bells" y "White Christmas".
El Festival de la canción italiana (también conocido como el Festival de Música de Sanremo) es un sitio importante para la música popular en Italia. Se ha celebrado anualmente desde 1951 y actualmente se pone en escena en el Teatro Ariston de Sanremo. Se ejecuta durante una semana en febrero, y da a veteranos y nuevos artistas la oportunidad de presentar nuevas canciones. Ganar el concurso ha sido a menudo un trampolín para el éxito en la industria. El festival es televisado a nivel nacional por tres horas cada noche, está organizada por las personalidades de la televisión italianas más conocidas, y ha sido un vehículo para artistas como Domenico Modugno, tal vez el más conocido cantante pop italiano de los últimos 50 años.
Espectáculos de variedades de televisión son el sitio más amplio para la música popular. A menudo cambian, pero Buona Domenica, Domenica, y yo Raccomandati son populares. La emisión musical de más larga duración en Italia es La Corrida, un programa semanal de tres horas de aficionados y aspirantes a músicos. Se inició en la radio en 1968 y se trasladó a la televisión en 1988. La audiencia en el estudio trae cencerros y sirenas y son alentados a demostrar desaprobación con buen carácter. La ciudad con el mayor número de conciertos de rock (de artistas nacionales e internacionales) es Milán, con un número cercano a las otras capitales europeas de la música, como París, Londres y Berlín.

## Educación
Muchos institutos de educación superior enseñan música en Italia. Alrededor de 75 conservatorios de música ofrecen formación avanzada para los futuros profesionales de la música. También hay muchas escuelas privadas de música y talleres para la construcción de instrumentos y reparación. La enseñanza privada es también bastante común en Italia. Los estudiantes de primaria y secundaria pueden esperar tener una o dos horas semanales de enseñanza de la música, generalmente en el canto coral y la teoría básica de la música, sin embargo las oportunidades extracurriculares son poco comunes. Aunque la mayoría de las universidades italianas tienen clases en temas relacionados, como la historia de la música, la interpretación no es una característica común de la educación universitaria.
Italia tiene un sistema especializado de escuelas secundarias; estudiantes asisten, como quieran, a una escuela secundaria para las humanidades, ciencias, idiomas extranjeros, o el arte y la música (en el "Liceo musicale", donde los instrumentos, teoría musical, composición e historia musical se les enseña como tema principal). Italia tiene ambiciosos programas, los últimos para exponer a los niños a más música. Además, con la reciente reforma de la educación un Liceo musicale e coreutico específico (segundo nivel de enseñanza secundaria, edades 14-15 a 18-19) se indica explícitamente por los decretos . Sin embargo, este tipo de escuela no se ha establecido y no es efectivamente operativo. La cadena de televisión estatal ha iniciado un programa para utilizar la tecnología de satélites moderna para difundir la música coral en las escuelas públicas.

## Estudios
Los estudios en el campo de la recolección, preservación y catalogación de todo tipo de música es enorme. En Italia, como en otras partes, estas tareas están distribuidas en una serie de organismos y organizaciones. La mayoría de los grandes conservatorios de música mantienen departamentos que supervisan la investigación relacionada con sus propias colecciones. Este tipo de investigación es coordinada a escala nacional e internacional a través de Internet. Una institución destacada en Italia es IBIMYS, el Istituto di Bibliografia Musicale, en Roma. Funciona con otros organismos a nivel internacional a través RISM, el Répertoire International des Sources Musicales. Además, la Discoteca di Stato (Archivo Nacional de Grabaciones) en Roma, fundada en 1928, posee la mayor colección pública de música grabada en Italia con unos 230.000 ejemplos de la música clásica, música popular, jazz y rock, registrados en todo, desde antiguos cilindros de cera a los medios electrónicos modernos.
El estudio académico de la música tradicional italiana comenzó en 1850, con un grupo de etnógrafos filológicos que estudiaron el impacto de la música en una identidad nacional pan-italiana. Una identidad italiana unificada recién comenzó a desarrollarse después de la integración política de la península en 1860. El foco en ese momento estaba en el valor lírico y literario de la música, en lugar de la instrumentación; este enfoque se mantuvo hasta principios de 1960. Dos revistas folklóricas ayudaron a fomentar el floreciente campo de estudio, la Rivista Italiana delle Tradizioni Popolari y Lares, fundadas en 1894 y 1912, respectivamente. Los primeros grandes estudios musicales fueron acerca de las launeddas de Cerdeña en 1913 hasta 1.914 por Mario Giulio Fara; en la música siciliana, publicado en 1907 y 1921 por Alberto Favara; y los estudios de la música de Emilia Romana en 1941 por Francesco Balilla Pratella.
Las primeras grabaciones de música tradicional italiana se produjeron en la década de 1920, pero eran raros hasta el establecimiento del Centro Nazionale Studi di Musica Popolare en la Academia Nacional de Santa Cecilia en Roma. El Centro patrocinó numerosos viajes de recolección a través de la península, especialmente al sur y centro de Italia. Giorgio Nataletti fue una figura clave en el Centro, y también hizo numerosas grabaciones él mismo. El estudioso norteamericano Alan Lomax y el italiano, Diego Carpitella, hicieron un estudio exhaustivo de la península en 1954. A principios de la década de 1960, un renacimiento de las raíces animó más estudios, especialmente de las culturas musicales del norte, que muchos estudiosos habían asumido previamente tenían poco de cultura popular . Los estudiosos más destacados de esta época incluyen a Roberto Leydi, Ottavio Tiby y Leo Levi. Durante la década de 1970, Leydi y Carpitella fueron nombraron como los dos primeros presidentes de la etnomusicología en las universidades, Carpitella en la Universidad de Roma y Leydi en la Universidad de Bolonia. En la década de 1980, los estudiosos italianos comenzaron a centrarse menos en hacer grabaciones, y más en el estudio y la síntesis de la información ya recopilada. Otros estudiaron la música italiana en los Estados Unidos y Australia, y las músicas populares de los inmigrantes recién llegados a Italia.